# 김봉균
김봉균(金鳳均, ?~1884년)은 조선 말기의 갑신정변 행동대원이다.

## 생애
그는 갑신정변 당시이던 1884년 김옥균, 서광범 등 개화파 인물들이 일으킨 갑신정변 때의 행동 대원으로 이석이 등과 함께 인정전에 화약을 장치하고 신복모, 40명의 장사패 등과 함께 금호문에서 도망가던 사대당 대신들을 잡아 죽였다. 이후 황용택 등과 함께 경우궁 방어를 맡았으나 거사가 실패하자 잡혀 처형당했다.